# Poncha Springs
Poncha Springs é uma cidade  localizada no estado americano de Colorado, no Condado de Chaffee.

## Demografia
Segundo o censo americano de 2000, a sua população era de 466 habitantes.
Em 2006, foi estimada uma população de 461, um decréscimo de 5 (-1.1%).

## Geografia
De acordo com o United States Census Bureau tem uma área de
2,9 km², dos quais 2,9 km² cobertos por terra e 0,0 km² cobertos por água.

## Localidades na vizinhança
O diagrama seguinte representa as localidades num raio de 48 km ao redor de Poncha Springs.